# NÖLB 1–3
Die NÖLB 1–3 waren drei Schmalspur-Dampftriebwagen der Niederösterreichischen Landesbahnen (NÖLB).

## Geschichte
Die NÖLB beschaffte 1903 drei kleine Dampftriebwagen mit der Spurweite 760 mm. Die Triebwagen hatten die Achsformel A1 und wurden von Komarek gefertigt. Die Nummern 1 und 2 hatten gegenüber der Nummer 3 etwas größere Kessel (vgl. Tabelle). Die Kessel entsprachen der Ursprungsbauart von Komarek, die sich nicht bewährte. Oft kam es zu Undichtigkeiten bei den Rohren. Auch waren die Kessel nur schlecht zu warten und die Rohre wurden durch Kesselstein-Ablagerungen aufgrund (für Lokomotiven) schlechter Wasserqualität schnell unbrauchbar.
Wegen dieser Unzulänglichkeiten wurden die Fahrzeuge bereits zwischen 1908 und 1911 ausgemustert.